# Acidosis
En medicina, la acidosis puede definirse como aquellas situaciones clínicas en las que existe un trastorno hidroelectrolítico en el equilibrio ácido-base en el que predomina un aumento en la concentración de hidronios. Según su causa, la acidosis puede ser acidosis respiratoria o acidosis metabólica. La acidosis puede conducir a acidemia, la cual viene definida por un pH sanguíneo inferior a 7.35. No siempre que existe acidosis se produce acidemia, pues el organismo adopta una serie de mecanismos compensadores que intentan mantener el pH dentro de límites normales, de tal forma que en la acidosis compensada no existe acidemia y el pH se encuentra dentro de límites normales.

## Acidosis metabólica
La acidosis metabólica se produce como resultado de un aumento marcado en la producción endógena de ácidos como ocurre en la cetoacidosis o en las acidosis lácticas, por la pérdida de los depósitos de bicarbonato como ocurre en las diarreas o por acumulación progresiva de ácidos endógenos cuya excreción está alterada por una insuficiencia renal progresiva.
La acidosis metabólica (MA) es una alteración ácido-base encontrada con frecuencia en pacientes en estado crítico; ésta incluye muchos factores, como la acidosis láctica, la cetoacidosis, insuficiencia renal, y otros.
Si la retención de ácido es lo suficientemente grande, se activan tres respuestas fisiológica adaptativas:
1) Se estimula la ventilación en cuestión de minutos  (hiperventilación).
2) El riñón responde a la acumulación neta de ácido mediante el aumento de la reabsorción de HCO3-- en el túbulo proximal y la rama ascendente gruesa, y 
3) Se aumenta la producción del tampón amoníaco
En general se acepta que los cambios de la concentración de H+ en la sangre se producen como resultado de cambios en la presión parcial de dióxido de carbono (pCO2) y por los ácidos volátiles y no volátiles o fijos (ácidos clorhídrico, sulfúrico, láctico, etc) Estos ácidos fijos no pueden ser eliminados por el pulmón siendo el riñón el principal órgano responsable en la eliminación de los mismos.
Clínicamente, se hace referencia a los cambios en los ácidos volátiles como acidosis respiratoria y los cambios en los ácidos no volátiles como acidosis metabólica. 
Existen tres métodos cuantificar el componente metabólico, ya sea mediante el uso de HCO3-(en el contexto de pCO2), el exceso de base estándar (SBE), o la diferencia de iones fuertes (SID)

## Acidosis respiratoria
La acidosis respiratoria es debida a aumento del ácido carbónico circulante, al no producirse una eliminación normal del dióxido de carbono por vía respiratoria como resultado de una hipoventilación alveolar por insuficiencia respiratoria. Cuando el dióxido de carbono se une con el agua, por medio de la anhidrasa carbónica se convierte en ácido carbónico, un ácido débil que se disocia parcialmente en bicarbonato y cationes hidrógeno, estos iones de hidrógeno son los causantes de incremento de acidez plasmático.

### Etiología
Las causas de acidosis respiratoria son: 
- Enfermedad pulmonar obstructiva crónica: Es la causa más frecuente de insuficiencia respiratoria y por lo tanto de acidosis respiratoria.
- Asma bronquial: En los casos de crisis asmática grave.
- Síndrome de apnea obstructiva del sueño.
- Infecciones pulmonares graves como la neumonía.
- Edema agudo de pulmón.
- Síndrome de dificultad respiratoria aguda.
- Deformidades de la caja torácica.
- Parálisis muscular generalizada, por parálisis de los músculos respiratorios, como ocurre en algunas enfermedades del sistema nervioso avanzadas.
- Hipertermia maligna.
- Retención de anhídrido carbónico, por hipotiroidismo.

## Parámetros de interés en desequilibrios metabólicos
- pH. Es el principal indicador de riesgo, su rango normal está entre 7.35 y 7.45.
- Exceso de base. Debe estar entre −3 y +3 mmol/L nos muestra la cantidad de base necesaria para que el pH sea de 7.4. Nos aporta información adicional sobre la situación metabólica y es útil en casos de acidosis compensadas.
- Bicarbonato. Su concentración debe estar por encima de 22 mmol/L y por debajo de 26 mmol/L a través de él podemos evaluar la función renal
- Lactato. Su concentración normal es de 1.2-2.8 mmol/L Se produce por la degradación de piruvato en ausencia de oxígeno, y es normal que aumente su concentración durante la realización de ejercicio físico intenso. En general, el aumento de lactato es debido al metabolismo anaérobio.
- pCO2. Es la presión parcial de CO2 en la sangre, su valor normal es entre 35 y 45 mmHg en sangre arterial. Es un buen indicador de la función respiratoria y refleja la cantidad de ácido en la sangre (sin contar el ácido láctico).